# Dolicheremaeus montanus
Dolicheremaeus montanus är en kvalsterart som beskrevs av Krivolutsky 1971. Dolicheremaeus montanus ingår i släktet Dolicheremaeus och familjen Tetracondylidae. Inga underarter finns listade i Catalogue of Life.